# Carlos Diogo
Carlos Andrés Diogo Enseñat (Montevidéu, 18 de julho de 1983) é um  ex-futebolista uruguaio. Atualmente está aposentado, jogava na função de lateral-direito.
Defendeu o CSKA Sofia por 15 dias.